# Eddie Griffin
Eddie Griffin Jr., född 15 juli 1968 i Kansas City i Missouri, är en amerikansk komiker och skådespelare.

## Biografi

### Tidigt liv
Griffin föddes i Kansas City. Han studerade på College Preparatory Academy High School i hans födelsestad, där han tre år i rad blev utnämnd till "klassens clown". Han gifte sig vid en ålder av sexton, och fick med sin fru ett barn. Men han skilde sig redan ett år efter giftermålet.
Strax efter hans skilsmässa gick han med i flottan. Men han fick inte stanna kvar då ett urinprov han gjorde innehöll knark. Han fick också sitta i fängelse i sex månader efter att ha hamnat i slagsmål under en parad.
Griffin jobbade sedan som koreograf för en dansgrupp som gjorde pausunderhållning för Kansas City Chiefs. En kväll följde han med sin kusin till en klubb där han provade ståuppkomik.

### Familj
Eddie Griffin är son till Doris Thomas och Eddie Griffin Sr. Han har två bröder, Luther och Wilbert.
Griffin har en son, Eddie Jr, som han tillsammans med exfrun har delad vårdnad med.

## Filmografi (urval)
- 1991 – The Five Heartbeats
- 1991 – Den siste scouten
- 1992 – Bröderna Märx på operan
- 1993 – Coneheads
- 1993 – The Meteor Man
- 1994 – House Party 3
- 1994 – Jason's Lyric
- 1995 – The Walking Dead
- 1998 – Armageddon
- 1999 – The Mod Squad
- 1999 – Foolish
- 1999 – Hollywood gigolo
- 2000 – All Jokes Aside
- 2000 – Picking Up the Pieces
- 2001 – Dubbelt upp
- 2002 – John Q
- 2002 – The New Guy
- 2002 – Undercover Brother
- 2002 – Pinocchio (röst)
- 2003 – Dysfunktional Family
- 2003 – Scary Movie 3
- 2004 – My Baby's Daddy
- 2005 – The Wendell Baker Story
- 2005 – Deuce Bigalow: European Gigolo
- 2006 – Date Movie
- 2006 – Irish Jam
- 2007 – Norbit
- 2007 – Redline
- 2007 – I'm Rick James
- 2007 – Urban Justice
- 2008 – Beethovens stora genombrott

## TV-arbete
- 1996–2000 – Malcolm & Eddie (TV-serie)
- 2006 – Jul utan tomten (TV-film)